# Judy Davis
Judy Davis (Perth, 1955. április 23. –) többszörös Primetime Emmy-, BAFTA- és Golden Globe-díjas ausztrál színésznő. 

## Élete és pályafutása
Diplomáját a National Institute of Dramatic Art-on szerezte 1977-ben. 

## Magánélete
1984-ben feleségül ment Colin Frielshez. Gyermekeikkel – Jack-kel és Charlotte-tal – Sydneyben élnek.

## Filmográfia

### Film
| Év   | Magyar cím                       | Eredeti cím                          | Szerep                       | Magyar hang        |
| ---- | -------------------------------- | ------------------------------------ | ---------------------------- | ------------------ |
| 1977 |                                  | High Rolling                         | Lynn                         |                    |
| 1979 | Ragyogó karrierem                | My Brilliant Career                  | Sybylla Melvyn               |                    |
| 1981 |                                  | Hoodwink                             | Sarah                        |                    |
| 1981 |                                  | Winter of Our Dreams                 | Lou                          |                    |
| 1982 | A S.A.S. kommandó                | Who Dares Wins                       | Frankie Leith                | Andresz Kati       |
| 1983 |                                  | Heatwave                             | Kate Dean                    |                    |
| 1984 | Út Indiába                       | A Passage to India                   | Adela Quested                | Kováts Adél        |
| 1986 |                                  | Kangaroo                             | Harriet Somers               |                    |
| 1987 | Dagály                           | High Tide                            | Lilli                        |                    |
| 1988 |                                  | Georgia                              | Nina Bailley / Georgia White |                    |
| 1990 | Alice                            | Alice                                | Vicki                        | Kiss Erika         |
| 1990 | Alice                            | Alice                                | Vicki                        | Tóth Enikő         |
| 1991 | Meztelen ebéd                    | Naked Lunch                          | Joan Frost / Joan Lee        | Szegedi Erika      |
| 1991 | Impromptu                        | Impromptu                            | George Sand                  | Szirtes Ági        |
| 1991 | Impromptu                        | Impromptu                            | George Sand                  | Nagy-Kálózy Eszter |
| 1991 | Hollywoodi lidércnyomás          | Barton Fink                          | Audrey Taylor                | Szalay Kriszta     |
| 1991 | Hollywoodi lidércnyomás          | Barton Fink                          | Audrey Taylor                | Hámori Eszter      |
| 1991 | Hollywoodi lidércnyomás          | Barton Fink                          | Audrey Taylor                | Kiss Mari          |
| 1991 | Ahol angyal se jár               | Where Angels Fear to Tread           | Harriet Herriton             | Menszátor Magdolna |
| 1992 | Férjek és feleségek              | Husbands and Wives                   | Sally                        | Zsolnai Júlia      |
| 1992 | Magányba zárva                   | Il colore dei suoi occhi             | anya                         |                    |
| 1993 |                                  | Dark Blood                           | Buffy                        |                    |
| 1994 | Egy híján túsz                   | The Ref                              | Caroline Chasseur            | Jani Ildikó        |
| 1994 | A legeslegújabb kor              | The New Age                          | Katherine Witner             |                    |
| 1996 | A forradalom gyermekei           | Children of the Revolution           | Joan Fraser                  |                    |
| 1996 | A nyakék nyomában                | Blood and Wine                       | Suzanne                      | Hámori Ildikó      |
| 1997 | Államérdek                       | Absolute Power                       | Gloria Russell               | Menszátor Magdolna |
| 1997 | Agyament Harry                   | Deconstructing Harry                 | Lucy                         | Prókai Annamária   |
| 1998 | Sztárral szemben                 | Celebrity                            | Robin Simon                  | Für Anikó          |
| 2001 | Galiba a Gaudi házban            | Gaudi Afternoon                      | Cassandra Reilly             | Fehér Anna         |
| 2001 | Az ember, aki beperelte Istent   | The Man Who Sued God                 | Anna Redmond                 |                    |
| 2003 | Úszóbajnok                       | Swimming Upstream                    | Dora Fingleton               |                    |
| 2006 | Marie Antoinette                 | Marie Antoinette                     | Noailles hercegnő            | Kovács Nóra        |
| 2006 | Szakíts, ha bírsz                | The Break-Up                         | Marilyn Dean                 | Sáfár Anikó        |
| 2011 | Derült égbolt viharfelhők között | The Eye of the Storm                 | Dorothy de Lascabanes        | Für Anikó          |
| 2012 | Rómának szeretettel              | To Rome with Love                    | Phyllis                      | Vándor Éva         |
| 2013 | T. S. Spivet különös utazása     | The Young and Prodigious T.S. Spivet | Jibsen                       | Kiss Mari          |
| 2015 | A ruhakészítő                    | The Dressmaker                       | Molly Dunnage                | Molnár Zsuzsa      |
| 2015 | A ruhakészítő                    | The Dressmaker                       | Molly Dunnage                | Kiss Mari          |
| 2015 | A ruhakészítő                    | The Dressmaker                       | Molly Dunnage                | Molnár Zsuzsa      |
| 2021 |                                  | Nitram                               | anya                         |                    |

### Televízió
Tévéfilmek
| Év   | Magyar cím                  | Eredeti cím                                          | Szerep                | Magyar hang |
| ---- | --------------------------- | ---------------------------------------------------- | --------------------- | ----------- |
| 1982 |                             | A Woman Called Golda                                 | Golda Myerson / Meir  |             |
| 1982 | A windsori víg nők          | The Merry Wives of Windsor                           | Mrs. Ford             | Borbás Gabi |
| 1991 | Elfújja a szél              | One Against the Wind                                 | Mary Lindell          |             |
| 1995 | Ha hallgattál volna         | Serving in Silence: The Margarethe Cammermeyer Story | Dianne                |             |
| 1998 | A mennydörgés visszhangja   | The Echo of Thunder                                  | Gladwyn Ritchie       |             |
| 1999 |                             | Dash and Lilly                                       | Lillian Hellman       |             |
| 1999 |                             | A Cooler Climate                                     | Paula Tanner          |             |
| 2003 | A Reagan család             | The Reagans                                          | Nancy Reagan          | Vándor Éva  |
| 2003 | Parttól partig              | Coast to Coast                                       | Maxine Pierce         | Vándor Éva  |
| 2006 | Családi bűnbanda            | A Little Thing Called Murder                         | Sante Kimes           |             |
| 2009 | Hajsza a gyémántok nyomában | Diamonds                                             | Joan Cameron szenátor |             |
| 2011 | Nyolcadik oldal             | Page Eight                                           | Jill Tankard          | Vándor Éva  |
| 2011 | Nyolcadik oldal             | Page Eight                                           | Jill Tankard          | Kubik Anna  |
| 2014 |                             | Salting the Battlefield                              | Jill Tankard          |             |

Sorozatok
| Év   | Magyar cím                       | Eredeti cím                               | Szerep             | Megjegyzések                                           |
| ---- | -------------------------------- | ----------------------------------------- | ------------------ | ------------------------------------------------------ |
| 1980 |                                  | Water Under the Bridge                    | Carrie Mazzini     | minisorozat (4 epizód)                                 |
| 1986 |                                  | American Playhouse                        | Cleo Singer        | 1 epizód                                               |
| 2001 | Judy Garland: Én és az árnyékaim | Life with Judy Garland: Me and My Shadows | Judy Garland       | - minisorozat (2 epizód) - magyar hangja: - Kubik Anna |
| 2007 | Álomgyári feleség (minisorozat)  | The Starter Wife                          | Joan McAllister    | minisorozat (6 epizód)                                 |
| 2007 | A sci-fi mesterei                | Masters of Science Fiction                | Dr. Deanna Evans   | - 1 epizód - magyar hangja: - Frajt Edit               |
| 2008 | Álomgyári feleség                | The Starter Wife                          | Joan McAllister    | 10 epizód                                              |
| 2017 | Viszály                          | Feud                                      | Hedda Hopper       | 8 epizód                                               |
| 2018 |                                  | Mystery Road                              | Emma James         | 6 epizód                                               |
| 2020 | Ratched                          | Ratched                                   | Betsy Bucket nővér | főszereplő (8 epizód)                                  |
| 2022 | Üvöltés                          | Roar                                      | Rosey              | 1 epizód                                               |

## Díjak és jelölések
Oscar-díj
- 1984 – Jelölés a legjobb női főszereplő kategóriában (Út Indiába)
- 1993 – Jelölés a legjobb női mellékszereplő kategóriában (Férjek és feleségek)

Golden Globe-díj
- 1991 – Díj a „legjobb női főszereplő mini-sorozatban vagy eredetileg TV-re írt filmben” kategóriában (Elfújja a szél)
- 1992 – Jelölés a legjobb mellékszereplő színésznő kategóriában (Férjek és feleségek)
- 1995 – Jelölés a „legjobb női főszereplő mini-sorozatban vagy eredetileg TV-re írt filmben” kategóriában (Serving in Silence: The Margarethe Cammermeyer Story)
- 1999 – Jelölés a „legjobb női főszereplő mini-sorozatban vagy eredetileg TV-re írt filmben” kategóriában (Dash and Lilly)
- 2001 – Díj a „legjobb női főszereplő mini-sorozatban vagy eredetileg TV-re írt filmben” kategóriában (Judy Garland: Én és az árnyékaim)
- 2003 – Jelölés a „legjobb női főszereplő mini-sorozatban vagy eredetileg TV-re írt filmben” kategóriában (The Reagans)